# Fluormayenite
La fluormayenite è un minerale appartenente al gruppo della mayenite.
Questo minerale è stato scoperto a Jabel Harmun, Nabi Musa, Judea Desert, Cisgiordania, territori palestinesi, Israele ed è l'analogo della clormayenite con il fluoro in sostituzione del cloro.

## Morfologia
La fluormayenite è stata scoperta sotto forma di cristalli non più grandi di 20 µm.

## Origine e giacitura
La fluormayenite è stata trovata nella roccia metamorfica associata a larnite, shulamitite, spinello ricco di cromo, magnesioferrite, ye'elimite, fluorapatite–fluorellestadite, periclasio, brownmillerite, oldhamite, portlandite, ematite, hillebrandite, afwillite, foshagite, ettringite, katoite e hydrocalumite.